# Tóth Tihamér (püspök)
Tóth Tihamér (Szolnok, 1889. január 14. – Budapest, 1939. május 5.) római katolikus pap, egyházi író, egyetemi tanár, veszprémi püspök.

## Pályafutása
Tóth Csongor takarékpénztári igazgató és Brisztella Anna gyermekeként született. Három fivére közül Tamás hosszú ideig Szolnok polgármestere volt.
A középiskolát Szolnokon, majd Egerben, teológiai tanulmányait 1906-tól 1910-ig Budapesten, 1910-ben Bécsben végezte, teológiai doktorátust szerzett. 1911. június 27-én szentelték pappá.
1912 januárjától Hevesen volt segédlelkész, júliustól Gyöngyösön hitoktató. 1913 júliusától az egri hittudományi főiskolán tanított ószövetségi szentírástudományt és héber nyelvet, emellett 1916-ig prefektusként is szolgált. 1914-től hittanár volt a reáliskolában, majd ez év július 27-től 1915. október 6-ig tartó szerbiai, galíciai és oroszországi tábori lelkészi szolgálata után ugyancsak hittanárként tért vissza Egerbe.
1918 októberétől a budapesti Központi Papnevelő Intézet tanulmányi főfelügyelője. 1924. június 6-án a Budapesti Egyetem magántanára lett. 1925. augusztus 6-tól a hitszónoklattan, hitoktatástan és neveléstan nyilvános rendes tanára, az egyetemi templom hitszónoka volt. 1926. január 31-én a budapesti rádió az ő szentbeszédét közvetítette először. Ugyanazon évben részt vett a chicagói eucharisztikus világkongresszuson, és lelkipásztori szolgálatot végzett az amerikai magyarok körében. 1927-ben címzetes apáttá, majd pápai prelátussá nevezték ki. 1931-től a Központi Papnevelő Intézet rektora volt, melyet külsejében és szellemében is megújított. Részt vett az 1932-es dublini eucharisztikus világkongresszuson is. Évekig parancsnokként vezette a budapesti tanárképző gyakorló gimnázium cserkészcsapatát.

### Püspöki pályafutása
1938. május 30-án veszprémi koadjutor püspökké és olbiai címzetes püspökké nevezték ki. Június 29-én szentelte püspökké az egyetemi templomban Serédi Jusztinián esztergomi érsek, Hanauer Árpád István és Glattfelder Gyula püspökök segédletével.
1939. március 3-án, Rott Nándor püspök halálával veszprémi megyés püspök lett, két hónap múlva bekövetkezett haláláig. A budapesti Kerepesi temetőben nyugszik.

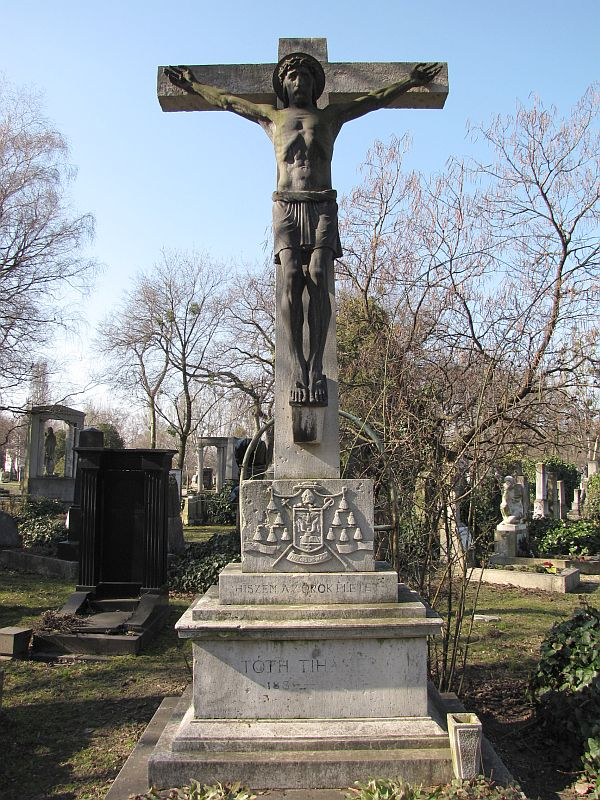
Tóth Tihamér sírja Budapesten. Kerepesi temető: 34-1-29

## Művei
A serdülő- és ifjúkor pedagógiai kérdéseivel foglalkozó könyvei a kor valláserkölcsi nevelésének jellegzetes művei. 1918-ban indult Levelek diákjaimnak sorozatában a legtöbb kiadást a Tiszta férfiúság érte meg, mely nagy hatást gyakorolt az 1930-as, 1940-es évek hazai szexuális nevelésére, és a második világháború után lengyel, spanyol és olasz nyelven is megjelent. Műveit összesen 16 nyelvre fordították le.
- Az élet értelme és a szenvedés, Budapest, 1914
- A magyarországi katholikus egyház joga vagyonához és a szekularizáció, Eger, 1914
- Tábori lelkész levele az elesett hős feleségéhez, Budapest, 1914 (Tábori levelek-sorozat 10.)
- A tiszta férfiúság (Levelek diákjaimhoz 1.), Budapest, 1919 – összesen 16 nyelven jelent meg, japánul és Braille-írással is; elektronikus elérésː PPEK
- Dohányzol? (Levelek diákjaimhoz 2.), Budapest, 1919 → elektronikus elérésː PPEK
- Ne igyál! (Levelek diákjaimhoz 3.), Budapest, 1919 – 1939-ben közös kiadásban megjelent A művelt ifjúval →elektronikus elérésː PPEK
- Az intelligencia lelki gondozása I–II. (I. kötetː Az ifjúság lelki gondozása; II. kötetː A felnőttek lelki gondozása), Budapest, 1923
- A művelt ifjú (Levelek diákjaimhoz 4.), Budapest, 1924 – 1939-ben közös kiadásban megjelent a Ne igyál!-lal → elektronikus elérésː PPEK
- A jellemes ifjú (Levelek diákjaimhoz 5.), Budapest, 1925 → elektronikus elérésː PPEK
- A vallásos ifjú I–II. (Levelek diákjaimhoz 6.), Budapest, 1926 → elektronikus elérésː PPEK
- Szentbeszédek Krisztus királyságáról, Budapest, 1927
- Krisztus és az ifjú, Budapest, 1928 (Levelek diákjaimhoz 7.) → elektronikus elérésː PPEK
- Szentbeszédek a tízparancsolatról I–II., Budapest, 1928–1929
- Ünnepi beszéd Szt István napjára, Budapest, 1929
- Hiszek egy Istenben! Szentbeszédek, Budapest, 1930
- A kenyér és rózsa szentje. Die Heilige des Brotes und der Rosen, 1931 (francia és olasz nyelven is)
- Hiszek Jézus Krisztusban! Szentbeszédek, Budapest, 1932
- A szenvedő és győzedelmes Krisztus. Szentbeszédek, Budapest, 1933
- Hiszek az Egyházban! Szentbeszédek, Budapest, 1934
- Van-e lélek? – Van-e örökkévalóság? Templomi beszédek, Budapest, 1934
- Hiszem az örök életet! Szentbeszédek, Budapest, 1935 → elektronikus elérésː PPEK

### Műveinek összkiadása
- Tóth Tihamér összegyűjtött munkái 1–22. kötet, Szent István Társulat, Budapest, 1935–1938

### Műveinek összkiadása után megjelent művei

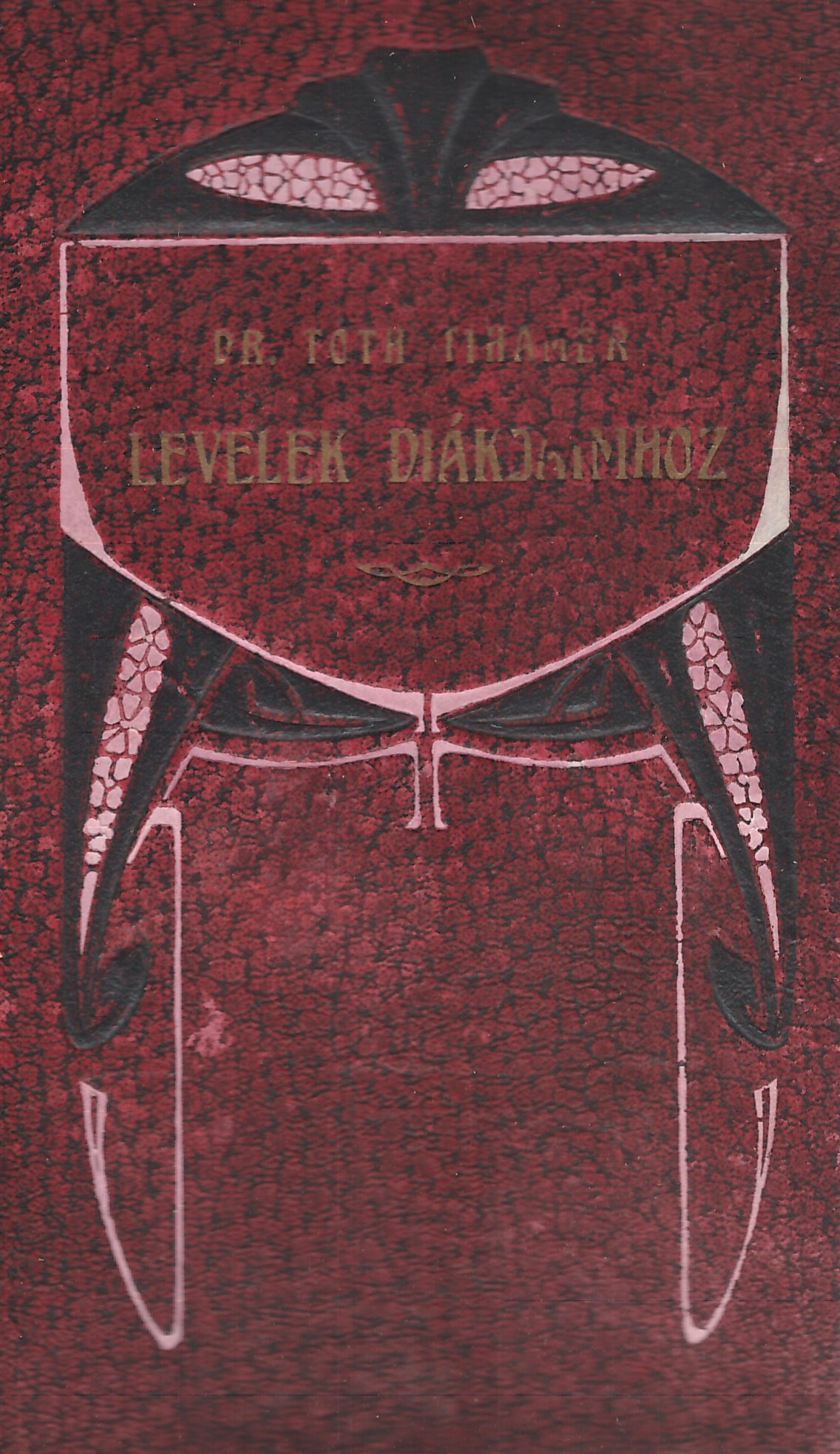
Levelek diákjaimhoz

- Püspökké szentelésem emlékére, Budapest, 1938
- Üdvözlégy Oltáriszentség! Szentbeszédek, Budapest, 1938 → elektronikus elérésː PPEK
- Miatyánk. Szentbeszédek, Budapest, 1937

### Halála után megjelent művei
- Jöjjön el a te országod! ... utolsó szentbeszédei, Budapest, 1940
- Krisztus diadala, Budapest, é. n. [1942]
- Testvérek, imádkozzunk! Imák és fohászok műveiből (összeállította Csaba Margit), Budapest, é. n. [1942]

### Szerkesztett kötetek
- A Szent István Akadémia hittudományi–bölcseleti osztály felolvasásai II. 1–6. füzet, Budapest, 1928–1931
- (Pataky Arnolddal és Kecskés Pállal) Tervezet a Királyi Magyar Pázmány Péter Tudomány Egyetem Hittudományi Kara tantervének a „Deus scientiarum Dominus" apostoli constitutio értelmében történő átszervezése ügyében, Budapest, 1932